# Omloop van Borsele
La Omloop van Borsele (oficialmente: EPZ Omloop van Borsele) es una carrera profesional femenina de ciclismo en ruta de un día que se disputa anualmente en los Países Bajos por los alrededores de Borsele. 
La carrera se creó en 2002 y desde 2006 forma parte del calendario internacional femenino de la UCI como carrera de categoría 1.2. A partir del año 2015 la prueba pasó a ser una carrera de categoría 1.1.
Entre los años 2012 y 2019 se disputó también una prueba en contrarreloj, la cual no hace parte el calendario UCI.

## Palmarés

### Ruta
| Año  | Ganador              | Segundo             | Tercero            |           |
| ---- | -------------------- | ------------------- | ------------------ | --------- |
| 2002 | Loes Gunnewijk       | Katherine Bates     | Monique Knol       |           |
| 2003 | Leontien van Moorsel | Ghita Beltman       | Vera Koedooder     |           |
| 2004 | Chantal Beltman      | Anouska van der Zee | Mirjam Melchers    |           |
| 2005 | Marianne Vos         | Adrie Visser        | Emma Davies        |           |
| 2006 | Marianne Vos         | Vera Koedooder      | Bertine Spijkerman |           |
| 2007 | Marianne Vos         | Regina Bruins       | Ellen van Dijk     |           |
| 2008 | Kirsten Wild         | Ina Teutenberg      | Marianne Vos       |           |
| 2009 | Kirsten Wild         | Marianne Vos        | Alex Greenfield    |           |
| 2010 | Kirsten Wild         | Rochelle Gilmore    | Kirsty Broun       |           |
| 2011 | Kirsten Wild         | Charlotte Becker    | Marianne Vos       |           |
| 2012 | Ellen van Dijk       | Gracie Elvin        | Sarah Düster       |           |
| 2013 | Vera Koedooder       | Loes Gunnewijk      | Lucinda Brand      |           |
| 2014 | Chloe Hosking        | Kirsten Wild        | Ellen van Dijk     |           |
| 2015 | Kirsten Wild         | Shelley Olds        | Anna Knauer        |           |
| 2016 | Barbara Guarischi    | Floortje Mackaij    | Christine Majerus  |           |
| 2017 | Riejanne Markus      | Eugenia Bujak       | Marianne Vos       |           |
| 2018 | Elisa Balsamo        | Lorena Wiebes       | Evy Kuijpers       |           |
| 2019 | Lorena Wiebes        | Elisa Balsamo       | Natalie van Gogh   |           |
| 2020 | cancelada            | cancelada           | cancelada          | cancelada |
| 2021 | cancelada            | cancelada           | cancelada          | cancelada |
| 2022 | Maaike Boogaard      | Sofie van Rooijen   | Nora Tveit         |           |
| 2023 | Linda Zanetti        | Audrey Cordon-Ragot | Nora Tveit         |           |
| 2024 | Sofie van Rooijen    | Daria Pikulik       | Elynor Bäckstedt   |           |
| 2025 |                      |                     |                    |           |

### Contrarreloj
| Año  | Ganador            | Segundo             | Tercero              |           |
| ---- | ------------------ | ------------------- | -------------------- | --------- |
| 2012 | Ellen van Dijk     | Linda Villumsen     | Clara Hughes         |           |
| 2013 | Ellen van Dijk     | Loes Gunnewijk      | Gillian Carleton     |           |
| 2014 | Ellen van Dijk     | Chantal Blaak       | Tayler Wiles         |           |
| 2015 | Ellen van Dijk     | Lisa Brennauer      | Anna van der Breggen |           |
| 2016 | Lisa Brennauer     | Ellen van Dijk      | Chantal Blaak        |           |
| 2017 | Hayley Simmonds    | Natalie van Gogh    | Hanna Solovéi        |           |
| 2018 | Aafke Soet         | Floortje Mackaij    | Natalie van Gogh     |           |
| 2019 | Pernille Mathiesen | Natalie van Gogh    | Franziska Koch       |           |
| 2020 | cancelada          | cancelada           | cancelada            | cancelada |
| 2021 | cancelada          | cancelada           | cancelada            | cancelada |
| 2022 | Emily Meakin       | Audrey Cordon-Ragot | Juliet Eickhof       |           |
| 2023 | Ilse Pluimers      | Karlijn Swinkels    | Anne Knijnenburg     |           |
| 2024 | Ellen van Dijk     | Julia Kopecky       | Febe Jooris          |           |

## Palmarés por países
| País         | Victorias |
| ------------ | --------- |
| Países Bajos | 17        |
| Italia       | 2         |
| Australia    | 1         |
| Suiza        | 1         |

| País         | Victorias |
| ------------ | --------- |
| Países Bajos | 5         |
| Alemania     | 1         |
| Reino Unido  | 1         |
| Dinamarca    | 1         |